# Musse Pigg-expressen
Musse Piggs galaföreställning (engelska: Mickey's Choo-Choo) är en amerikansk animerad kortfilm med Musse Pigg från 1929.

## Handling
Musse Pigg är järnvägsingenjör och har ett stort lokomotiv. Mimmi Pigg tittar förbi och börjar spela en visa på fiol som Musse dansar till.

## Om filmen
Filmen är den 11:e Musse Pigg-kortfilmen som producerades och den åttonde som lanserades år 1929.
Några av filmens gags är hämtade från Disney-filmen Trolley Troubles från 1927 med Kalle Kanin som stod som förebild för Musse Pigg.
Filmen hade svensk premiär den 8 april 1934 på biografen Lyran i Stockholm.

## Rollista
- Walt Disney – Musse Pigg[5]